# 亚尔镇
亚尔镇，是中华人民共和国新疆维吾尔自治区吐鲁番市高昌区下辖的一个乡镇级行政单位。
2014年5月26日，新疆维吾尔自治区人民政府批复同意撤销亚尔乡建制，设立亚尔镇。

## 行政区划
亚尔镇下辖以下地区：
新城西门村、英买里村、亚尔村、上湖村、塔格托维村、老城东门村、克孜勒吐尔村、戈壁村、亚尔果勒村、恰江村、色依提迪汗村、吕宗村、南门村、皮亚孜其拉村、加依村、亚尔贝希村和新城东门村。